# Jan Mathijs Winters
Jan Mathijs Winters (Sledderlo, 21 september 1864 - Hasselt, 31 augustus 1935) was een Vlaams priester, dichter en letterkundige.

## Biografie
Hij was zoon van een boer en herbergier. Na het behalen van zijn humaniora (1884) studeerde hij aan het Kleinseminarie Saint-Roch te Ferrières. In 1887 trad hij toe tot de redactie van het tijdschrift 't Daghet in den Oosten, dat tot 1914 heeft bestaan en een taal- en volkskundig weekblad was voor de provincie Limburg. Dit tijdschrift was in 1885, mede door toedoen van Guido Gezelle, opgericht door August Cuppens en Jacob Lenaerts. Het drietal werd soms omschreven als het Limburgs Driemanschap.
In 1889 werd Jan Mathijs tot priester gewijd en tot in 1890 was hij leraar aan Saint-Roch. Hij verlangde echter naar zijn geboortegrond en werd in 1890 benoemd tot kapelaan in Alken. Van 1901-1916 was hij pastoor in Riemst. In deze tijd schreef hij regelmatig in tijdschriften als: 't Daghet in den Oosten, De Banier en Limburgse Bijdragen.
Tot zijn werken, vaak in de stijl van Guido Gezelle, behoren:
- Lelie der Delingen en Bloemen des Velds, wat een vertaling is van een 14e-eeuws IJslands Mariagedicht met de naam Lilja (1901).
- Zonnecyclus of Zonnesymphoniën, gedurende langere periode in delen verschenen in 't Daghet in den Oosten (1905).
- De Germaansche heidenleer, samen met Jacob Lenaerts, een studie over de IJslandse Edda.

In 1914 verscheen zijn laatste publicatie, over doopnamen.
In 1916 werd hij pastoor in Lummen, waar hij de pastorie verwoest vond, en bij zijn kapelaan introk. Hij dichtte niet meer, en in 1924 werd hij ziek. In 1933 moest hij zijn ambt neerleggen en twee jaar later overleed hij.
In 1964 was er een herdenkingsfeest vanwege zijn geboorte 100 jaar geleden. Op de gevel van zijn geboortehuis werd een herdenkingstegel aangebracht. Een tiental jaren later werd het huis echter gesloopt.